# Pipeta
Pipeta je vrsta laboratorijskog pribora koji se koristi za relativno precizno mjerenje volumena tekućine.
- Mohrova pipeta ili trbuštasta pipeta je uska staklena cijev sa središnjim proširenjem. Kraj cijevi sužen je u kapilaru. Baždarena je na izljev, vrijeme čekanja nakon izljevanja i temperaturu (primjer: EX + 15 s, 20 °C).

- Graduirana pipeta je uska staklena cijev s urezanim oznakama volumena, pri dnu sužena u širu kapilaru. Koristi se za ispuštanje određenih volumena tekućine. Također je baždarena na temperaturu i izljevanje.

- Mikropipeta je uređaj za automatsko usisavanje i ispuštanje malih volumena tekućina, od 5 do 1000 mikrolitara. Sadrži plastični nastavak koji se nakon uporabe baca.